# Rhodostrophia tristrigalis
Rhodostrophia tristrigalis är en fjärilsart som beskrevs av Butler 1889. Rhodostrophia tristrigalis ingår i släktet Rhodostrophia och familjen mätare. Inga underarter finns listade.